# Gary Guthman Quartet
Gary Guthman Quartet – polski kwartet jazzowy, założony przez amerykańskiego trębacza, muzyka jazzowego i kopozytora Gary’ego Guthmana.

## Skład zespołu
- Gary Guthman – trąbka/fulgelhorn
- Filip Wojciechowski – fortepian
- Paweł Pańta – kontrabas/ gitara basowa
- Cezary Konrad – perkusja

W pierwotnym składzie na perkusji grał Grzegorz Grzyb.

## Dyskografia
- 2011: Solar Eclipse, Polskie Radio SA Agencja Fonograficzna LEM/CD010/PRCD 1440
- 2016: Sasha Strunin, Woman in black (kompozycje Gary’ego Guthmana), Agencja Muzycznej Polskiego Radia
- 2019: Sasha Strunin, Autopotrety (kompozycje Gary’ego Guthmana do wierszy Mirona Białoszewskiego), Soliton 32978667